# Ropalidia socialis
Ropalidia socialis är en getingart som först beskrevs av Henri Saussure 1862.  Ropalidia socialis ingår i släktet Ropalidia och familjen getingar. Inga underarter finns listade i Catalogue of Life.